# Trogirs stadsvapen
Trogirs stadsvapen (kroatiska: Grb grada Trogira) är den kroatiska staden Trogirs heraldiska vapen. Tillsammans med stadsflaggan utgör den stadens främsta visuella symbol. Den nuvarande varianten av stadsvapnet antogs år 1998 och bygger på den historiska sköld som finns avbildad i Trogirs stadsloggia. 

## Beskrivning och symbolik
Trogirs stadsvapen består av en halvoval blå sköld. Centralt på skölden finns en befäst borg i silver (vitt). Borgen har på var sida två torn i dubbla våningar sammanbundna med murar. Centralt i borgen mellan tornen ett kyrkoklocktorn. Borgen representerar staden och klocktornet Sankt Laurentius-katedralens kyrkoklocktorn. Muren som sammanbinder borgens torn symboliserar stadsmurarna. I stadsvapnets nedre del en öppen port. I porten står en biskop iklädd vit biskopskappa samt med röd mitra och gyllene (gul) kräkla. Den avbildade biskopen symboliserar stadens skyddshelgon Sankt Johannes av Trogir. Längst ned på stadsvapnet böljande hav symboliserat av tre vita och tre blå vågor. Längst upp på stadsvapnet, till heraldisk höger, en fallande sexuddig gyllene (gul) stjärna.